# يوحنا 21

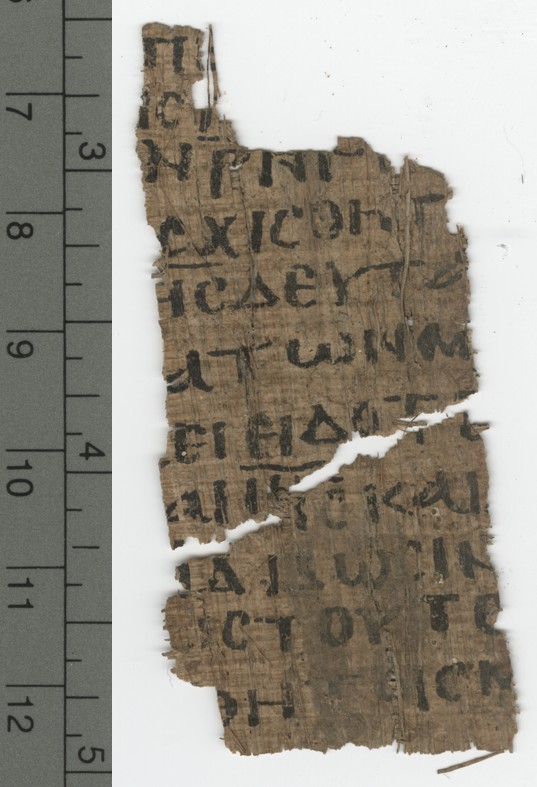

يحوي الأصحاح الحادي والعشرون من إنجيل يوحنا وصفا لظهور بعد القيام في الجليل، وهو ثالث ظهور ليسوع أمام تلاميذه حسب هذا النص. وفيه صيد 153 سمكة وتأكيد حب بطرس ليسوع وإخبار عن موت بطرس بالصلب وتعليق عن مستقبل يوحنا.

## ملحق
ينتهي الأصحاح 20 من إنجيل يوحنا بتلخيص معجزات عديدة قام بها يسوع المسيح لم يمكن تدوينها كلها في الإنجيل. ثم يبدأ الأصحاح 21 بعبارة «بعد هذه الأشياء...» وظهور آخر ليسوع. هذا الأصحاح له توجه كنسي أوضح من باقي الإنجيل ويركز على دور بطرس الراعي. في طبعة نستله ألاند للعهد الجديد اليوناني وفي الترجمات الهامة يحتفظ بهذا الأصحاح على أنه أصلي. إحدى وجهات النظر أن المؤلف قرر إضافة حدث في وقت لاحق من تأليف الكتاب وقبل نشره. يقول وسكوت:
من المستحيل الافتراض أن التصميم الأصلي للإنجيلي كان إضافة حوادث الأصحاح 21 بعد آيات تشكل خاتمة مؤثرة لتدوينه تاريخ الصراع بين الإيمان وعدم الإيمان الكبير في يسوع.
لكن يقول دونالد غوثري:
من غير المرجح أن مؤلفا آخر كتب هذا القسم لوجود عدة نقاط اتصال فيه مع أسلوب ولغة المقاطع السابقة.
كتب ترتليان أحد آباء الكنيسة: «ولم أن خاتمة الإنجيل توكد هذه الأشياء التي كتبت من أجل أن تؤمنوا، فهي تقول إن يسوع المسيح ابن الله؟» وهذا وصف لنهاية الأصحاح 20 وليس 21. لكن لا يسرد النص النقدي لطبعة نستله ألاند أي نسخ لهذا الإنجيل بدون ذلك المقطع.

## أدلة المخطوطات
في مقالة ألفت بالنيابة عن علماء مقتنعين بعدم أصالة يوحنا 21 كتب فليكس: «لا نملك (للأسف) أي مخطوطة قديمة تنتهي في 20: 31.» أي أن كل المخطوطات القديمة التي تحوي الأصحاح 20 تحوي أيضا الأصحاح 21، فإذا كان مضافا فيجب أن تكون الإضافة من وقت مبكر جدا لانتشارها بحيث لم يبق أي دليل بالمخطوطات.
في النص النقي لطبعة نستله ألاند (NA27) وطبعة جمعيات البيبل المتحدة (UBS4) لا يوجد أي دليل على حذف يوحنا 21.

## ادلة قائيلن بضافة
فقد فكر العلماء منذ فترة طويلة في احتمال أن تكون هناك نسخة من الإنجيل بحسب يوحنا، والتي تفتقر إلى الفصل 21، متداولة في العصور القديمة. بسبب ما يلي.
١- أن نهاية يوحنا 30:20-31 تبدو وكأنها خاتمة. ٢-تم العثور على العديد من الكلمات والتعابير والخصوصيات الأدبية للمرة الأولى والوحيدة في يوحنا 21 مقارنة ببقية الإنجيل. سي.ك. يحدد باريت حوالي 28 كلمة يونانية في يوحنا 21 والتي لا توجد إلا في هذا الأصحاح. ٣-يوحنا 21 يخلط بين تسلسل السرد. بعد رسالة مريم المجدلية لإعلان القيامة ورسالة التلاميذ اللاحقة (20: 18-23)، لماذا يعود التلاميذ من أورشليم إلى الجليل وإلى وظائفهم السابقة، ويبدو أنهم يشعرون بالملل إلى حد ما من الوضع الحالي (21: 2-3)؟ هناك بلادة بين التلاميذ تجعلهم لا يفهمون الفرح والرسالة وقبول الروح القدس كما في 19:20-23. بعد أن رأوا يسوع مرتين في العلية (20: 19-23، 26-29) لماذا فشلوا في التعرف عليه عندما ظهر للمرة الثالثة (21: 14)؟ ٤- يُظهر سرد يوحنا 21 اهتماماً بالمجتمع ورسالته وسلطته داخل المجتمع بما يتجاوز الاهتمام الذي تظهره هذه الأسئلة في يوحنا 1: 1-20: 31. ٥- مخطوطة سريانية من أواخر القرن الخامس أو السادس لا تحتوي على يوحنا 21.